# Elvington (North Yorkshire)
Elvington – wieś w Anglii, w hrabstwie ceremonialnym North Yorkshire, w dystrykcie (unitary authority) York. Leży 11 km na południowy wschód od miasta York i 274 km na północ od Londynu. Miejscowość liczy 1212 mieszkańców.